# داريوس جيمس
داريوس جيمس (بالإنجليزية: Darius James)‏ (1954، نيو هيفن في الولايات المتحدة)؛ كاتب وروائي أمريكي.